# Gladys Lomafu Pato
Gladys Lomafu Pato (1930) è un'insegnante e scrittrice swazilandese di racconti brevi.

## Biografia
È nata Gladys Lomafu Dlamini, vicino alla città di Piggs Peak nello Swaziland nel 1930. Ella è la figlia di un noto capo che aveva molti bovini e molte mogli, ed era uno degli Swazi più ricchi del paese. Sua madre era la sua ottava moglie.
Il 1 gennaio 1957 sposò Petrus Phembuvuyo Pato (1929–2010), che era un pastore cristiano come suo padre, ed ebbero tre figli insieme e adottarono una figlia.
Stava studiando al Bible College quando incontrò il suo futuro marito. Successivamente insieme gestirono vari ministeri in tutto lo Swaziland. Divenne un'insegnante qualificata e nel 1980 conseguì la laurea in pedagogia presso l'Università dello Swaziland.
Ha poi lavorato al William Pitcher Teachers College per otto anni come docente, e in seguito ha insegnato in una scuola privata a Lilongwe, in Malawi, poiché suo marito era il preside accademico del Lilongwe Nazarene Bible College lì.
Le sue pubblicazioni includono Umtsango, un volume di racconti di 117 pagine, pubblicato da Swaziland Academic Services nel 1977.

## Opere
- Umtsango (Swaziland Academic Services, 1977)[3][4]